# Кырк-Казык
Кырк-Казык (кирг. Кырк-Казык) — село в Токтогульском районе Джалал-Абадской области Кыргызстана. Входит в состав Кетмень-Дебенского айылного аймака.

## География
Село расположено в северной части области, на берегах реки Уста-Сай, на расстоянии приблизительно 28 километров (по прямой) к западу от города Токтогула, административного центра района. Абсолютная высота — 1174 метра над уровнем моря. Площадь села — 206,6 га.

## История
Населённый пункт получил статус села согласно Закону Кыргызской Республики от 10 апреля 2023 года «Об отнесении некоторых населённых пунктов Баткенской, Джалал-Абадской, Ошской и Иссык-Кульской областей Кыргызской Республики к категории айыла (села)».

## Инфраструктура
В селе имеются: 38 хозяйств, школа, фельдшерско-акушерский пункт, мечеть и 3 предприятия бытового обслуживания.